# Perdita propodealis
Perdita propodealis är en biart som beskrevs av Timberlake 1954. Perdita propodealis ingår i släktet Perdita och familjen grävbin. Inga underarter finns listade i Catalogue of Life.